# Hydroscaphidae
Hydroscaphidae zijn een familie van kevers uit de onderorde Myxophaga.

## Geslachten
De volgende geslachten zijn bij de familie ingedeeld:
- Confossa Short, Joly, García & Maddison, 2015[2]
- Hydroscapha LeConte, 1874
- Scaphydra Reichardt, 1973[3]
- Yara Reichardt & Hinton, 1976[4]